# Herbert Druschke
Herbert Druschke (* in Düsseldorf; auch Herbie Druschke) ist ein deutscher Zeichner, Illustrator und Cartoonist.

## Beruflicher Werdegang
Herbert Druschke ist in Düsseldorf aufgewachsen und lebt inzwischen in Berlin. Seinen Comic Letzte Ausfahrt Bochum brachte er im Jahr 1990 heraus, er illustrierte in den 1990er-Jahren zudem verschiedene Bücher und gestaltete die Verpackungen von Schallplatten unter anderen das Cover der Singles Zehn kleine Jägermeister von Die Toten Hosen aus dem Jahr 1996 und Nothing But You von Paul van Dyk aus dem Jahr 2003. Er zeichnete für das Comicheft Rückenwind, das im Jahr 2004, im Zuge der Öffentlichkeitsarbeit der Deutschen Bundesbahn kostenlos ausgegeben wurden.
Im Jahr 2010 gründete er gemeinsam mit dem Kunstmaler Dag Przybilla das Projekt FORN. Das Duo möchte Musik, Mode, Kunst und Kultur miteinander verbinden.
In verschiedenen Berliner Boutiquen und Ateliers präsentierten sie seither ihre Ausstellung mit dem Titel Chemie. Bio. Heimatkunde. Die live entstandenen Werke enthielten unter anderen ein Wandbild, das zwei „Vogelarten der Großstadt“ zeigt Lärche und Eule, die für den Früh- und Spätaufsteher stehen. Co-Veranstalter und verantwortlich für die Musik, die während der Ausstellungen lief, waren verschiedenen Independent-Label.

## Bücher
- Herbert Druschke: Letzte Ausfahrt Bochum. Pabel-Moewig Verlag, Rastatt 1990, ISBN 3-8118-1157-6.
- Nils Brennecke, Herbert Druschke: Warum hat der Trabi Räder? Rowohlt Verlag, 1990, ISBN 3-499-12844-6.
- Wolfgang Brenneisen, Klaus Waller, Herbert Druschke: So sind die Schüler! Rowohlt Verlag, 1991, ISBN 3-499-12846-2.
- Gunter Dueck, Herbert Druschke: Ankhaba, Verlag Markus Kaminski, 2006, ISBN 3-938204-99-0.